# Rússia do Futuro
Rússia do Futuro (em russo: Росси́я Бу́дущего, romanizado: Rossíya Búdushchego), originalmente conhecida como Aliança Popular e anteriormente chamado de Partido do Progresso, é um partido político de oposição proibido na Rússia, fundado em 15 de dezembro de 2012 por Leonid Volkov e posteriormente refundado em 19 de maio de 2018 por Alexei Navalny, que também foi o fundador da organização sem fins lucrativos Fundação Anticorrupção.
O Rússia do Futuro se opõe ao presidente russo Vladimir Putin e ao partido governista Rússia Unida. A plataforma do partido defendia a descentralização do poder na Rússia, a redução do número de funcionários do governo, a punição dos responsáveis por repressões políticas, a redução dos poderes do presidente, a possível mudança para uma república parlamentar sob o estado de direito e a garantia da independência do judiciário. Também estipulou “reduzir drasticamente” a interferência do governo na economia, acabar com a censura, proibir o governo de possuir meios de comunicação e abolir o alistamento militar. O plano de política externa previa a introdução de vistos para a Ásia Central, a interrupção do apoio aos chamados Estados vilões e a formação de parcerias com os países ocidentais.
De acordo com Lyubov Sobol, aliado de Navalny, os objetivos do partido incluem “mudanças reais, reformas reais”, incluindo maior proteção à propriedade, um sistema de justiça criminal justo e combate à corrupção, “para que o dinheiro do orçamento não flua para offshores e não seja gasto em iates e palácios”. A sessão de fundação do partido contou com a participação de 124 delegados de 60 regiões da Rússia. O partido tem um comitê central de sete membros em vez de um presidente.
O Ministério da Justiça da Rússia recusou repetidamente o registro do partido, alegando que já existia outro partido com o mesmo nome ou devido a alegados erros de documentação.

## História

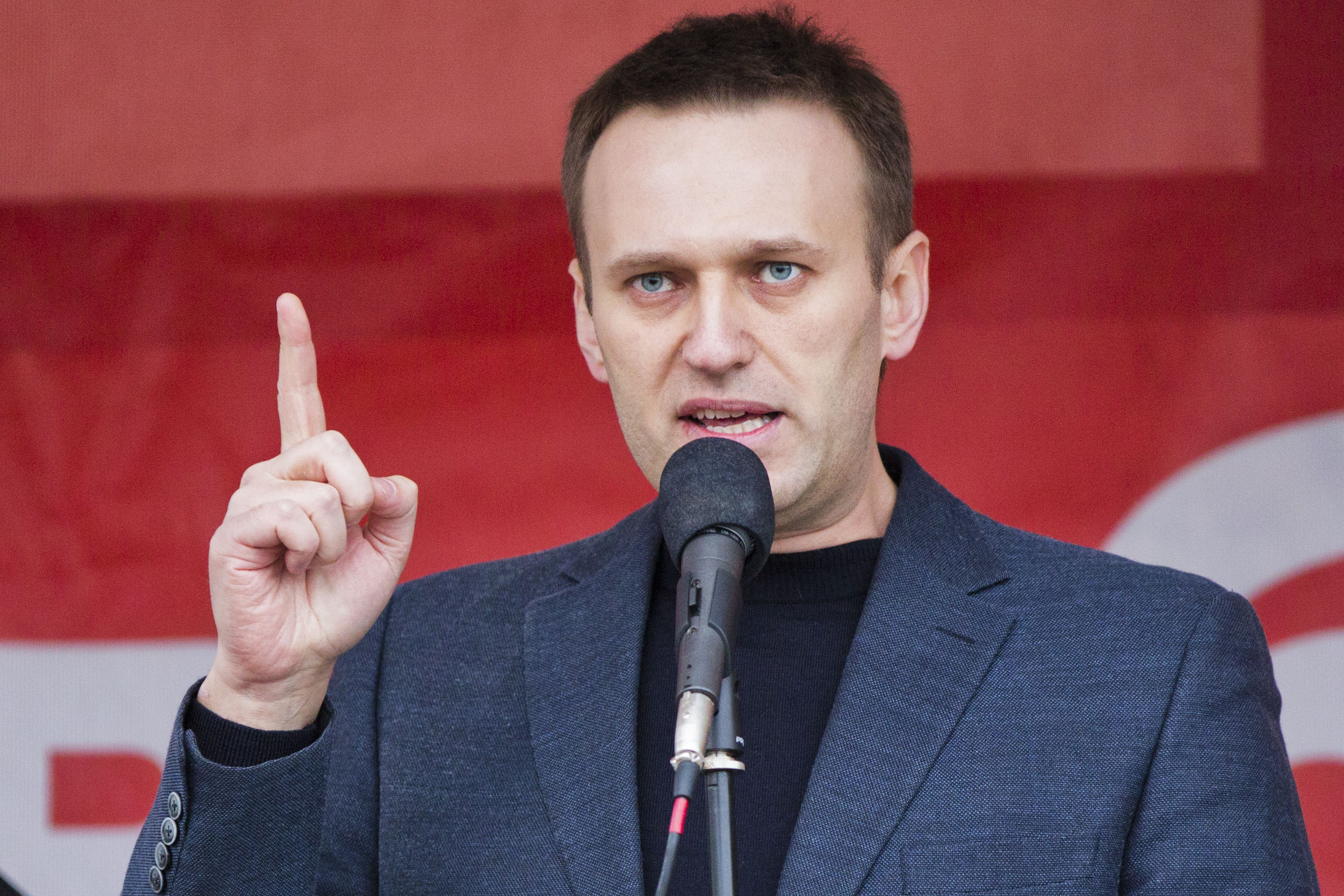
Alexei Navalny foi eleito presidente do partido em 17 de novembro de 2013.

### Aliança Popular

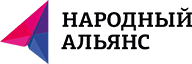
Logotipo da Aliança Popular

O partido Aliança Popular foi fundado em 15 de dezembro de 2012 no congresso de fundação do partido. Inicialmente, o opositor russo Alexei Navalny se recusou a se juntar ao partido político que era formado principalmente por seus seguidores. Durante o congresso de fundação de 15 de dezembro de 2012, Navalny disse: "A Aliança Popular é o meu partido, mas não creio que neste momento a Aliança Popular precise de outro membro que passe o seu tempo dividido entre o Comitê Investigativo da Rússia e alguma audiência judicial envolvendo a Rosneft. No entanto, é o meu partido; representa os meus interesses". Em 30 de abril de 2013, o Ministério da Justiça da Rússia suspendeu o registro do partido e negou o seu registro em 5 de junho de 2013.

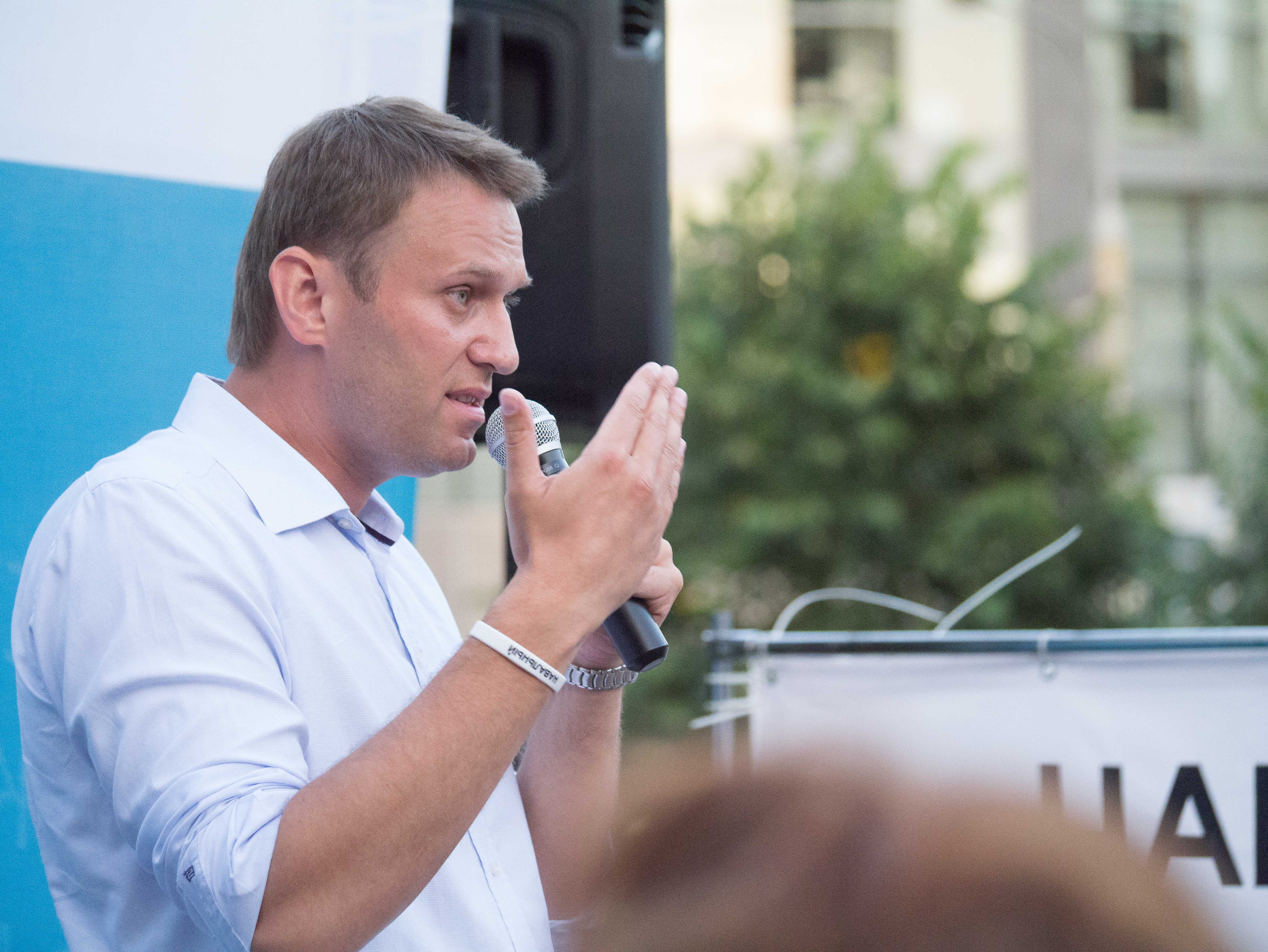
Apoiado pelo Partido do Progresso de Moscou, o candidato a prefeito Navalny obteve 27% dos votos, mais do que todos os outros candidatos da oposição juntos

Depois de participar da eleição para prefeito de Moscou em 2013, onde Navalny recebeu 27,24% dos votos, ou o segundo maior número, com o candidato do partido governista de Vladimir Putin, Sergey Sobyanin, do Rússia Unida, recebendo 51,37% dos votos, Navalny disse que estava pronto para liderar a Aliança Popular. Durante sua visita à estação de rádio Eco de Moscou em 15 de setembro de 2013, Navalny disse: "Eu me juntarei a ele, não há dúvidas sobre isso. Se eu for eleito, liderarei a Aliança Popular. Acredito que este partido é o mais próximo de mim. No entanto, fiquei de fora pela simples razão de que eu tinha certeza de que, caso contrário, seu registro seria negado com certeza". Ele também expressou seu desejo de concorrer às eleições para a Duma Municipal de Moscou em 2014, juntamente com o partido Aliança Popular.
Em 17 de novembro de 2013, o segundo congresso de fundação do partido foi realizado em Moscou, com a participação de 111 delegados de 48 regiões. Os 108 delegados de filiais regionais deram a Navalny 88 votos o elegendo presidente do partido. Durante seu discurso aos delegados, Navalny disse que o partido Aliança Popular entrará novamente com um pedido de registro no Ministério da Justiça. No congresso do partido, em 17 de novembro de 2013, Navalny disse: "Espero que o partido seja registado desta vez. Se não for, teremos uma nova confirmação da retórica vazia das autoridades sobre a sua tolerância à oposição que participa nas eleições". Mais tarde, foi revelado que a seção econômica da plataforma do partido foi criada por Sergey Guriyev, ex-reitor da Nova Escola de Economia.
Em 20 de Janeiro de 2014, o Ministério da Justiça negou o registro ao partido político Aliança Popular, alegando a existência de outra organização com o mesmo nome.

### Partido do Progresso

Logotipo do Partido do Progresso

Em 25 de Fevereiro de 2014, o Partido do Progresso passou pela primeira fase de registro no Ministério da Justiça. Para que o partido esteja apto para a eleição no outono, o processo de registro deve ser concluído até meados de junho. Antes disso, o Partido do Progresso era obrigado a registrar pelo menos 43 filiais regionais e, depois disso, apresentar novamente um pedido de registro no ministério. Em 8 de abril de 2014, o Ministério da Justiça rejeitou os pedidos de registro das secções do Partido do Progresso devido ao “erro nos documentos constitutivos”.
Em 28 de janeiro de 2015, o tribunal distrital de Zamoskvoretsky, em Moscou, rejeitou o protesto do partido contra a recusa do Ministério da Justiça em inscrevê-lo no registro de partidos com direito a participar das eleições. O advogado do partido, Dmitry Krainev, declarou: "De 75 partidos registrados, nos tornamos o único a ser afastado das eleições".
Em 1º de fevereiro de 2015, o Partido do Progresso realizou uma convenção que contou com a presença de 62 delegados de 50 filiais regionais. Apesar de o Partido do Progresso não ter sido incluído na lista federal de forças políticas autorizadas a concorrer às eleições, decidiu preparar-se para as eleições de 2016 para a Duma Estatal e para as legislaturas regionais.
No congresso do partido em 1 de fevereiro de 2015, Navalny declarou: "Continuaremos trabalhando para participar das eleições. A probabilidade de não sermos autorizados a nenhuma eleição é muito alta. Mas o trabalho para preparar candidatos deve ser conduzido já agora, caso eleições antecipadas sejam realizadas". Em 28 de abril de 2015, o partido foi privado do registro e tornou-se assim uma associação.  Conforme relatado pelo canal ao vivo de Navalny no YouTube, os ativistas tentarão novamente com o nome operacional Working Title (em russo: Рабочее название).
Em 11 de janeiro de 2018, Navalny disse que a liderança da associação estava tentando se registrar como partido desde 2012 e realizou seis congressos para isso. Uma reunião do comité organizador do partido foi agendada para 17 de Janeiro de 2018, e um congresso de fundação foi agendado para 3 de Março.

### Working Title
Em 22 de fevereiro de 2018, o antigo coordenador adjunto da sede de Moscovo da campanha presidencial de Alexei Navalny, Vitaly Serukanov, declarou na sua página do Facebook que tinham sido apresentados documentos ao Ministério da Justiça para renomear o partido Posição Cívica para Partido do Progresso. Navalny disse que o estrategista político Andrei Bogdanov estava tentando roubar o nome do partido dele, como foi o caso em 2013 com o nome “Aliança do Povo”. Em 19 de março de 2018, o Ministério da Justiça registrou a mudança de nome da Posição Cívica de Bogdanov para Partido do Progresso.
Em 3 de março de 2018, o congresso de fundação do partido de Navalny deveria ocorrer com um nome diferente, mas em 2 de março, uma hora depois de Navalny notificar o Ministério da Justiça sobre a hora e o local do congresso, o proprietário das instalações anunciou a rescisão do contrato devido à posição do proprietário do edifício. Ela disse ainda que, além do contrato, há "forças" que estão "além do controle até mesmo do diretor-geral", mencionando que o proprietário está ligado ao governo. Como resultado, o congresso do partido não ocorreu.
Em 29 de março, uma notificação foi enviada ao Ministério da Justiça sobre a formação de um comitê organizador para preparar, convocar e conduzir o congresso de fundação do partido Working Title. Navalny disse que primeiro o partido será registrado com este nome e depois será renomeado.

### Rússia do Futuro
Em 19 de maio de 2018, foi realizado o congresso da fundação do partido Rússia do Futuro, no qual os delegados também votaram pela adoção de um novo estatuto. Ivan Zhdanov foi eleito chefe do partido (secretário do Conselho Central do partido), conselho esse que também incluía Ruslan Shaveddinov, Roman Rubanov, Georgy Alburov, Lyubov Sobol, e outros. Em 18 de julho, Navalny disse que o Ministério da Justiça suspendeu o registro da criação do partido em 10 de julho de 2018 até 10 de outubro de 2018, tendo identificado oito violações no estatuto.
Em 6 de agosto de 2018, os apoiantes de Navalny voltaram a apresentar documentos ao Ministério da Justiça para retomar o registro da Rússia do Futuro, anunciando a realização de um congresso e de 55 reuniões regionais. Em 27 de agosto de 2018, o partido teve o seu registro negado.
Em 20 de fevereiro de 2019, a Novaya Gazeta publicou informações de que o comitê organizador realizaria novamente um congresso constituinte em 28 de março. Pela nona vez, o congresso de fundação, durante o qual um novo Conselho Central do partido e um presidente também foram eleitos, foi realizado em 28 de março de 2019 na cidade de Tarusa, na região de Kaluga. O partido foi novamente liderado por Navalny. No dia 16 de maio, os advogados da Fundação Anticorrupção entregaram pela nona vez os documentos de registro do partido no Ministério da Justiça, tendo criado 56 delegações regionais. Em 27 de maio de 2019, o Ministério da Justiça negou o registro ao partido pela nona vez; desta vez porque já existia um partido chamado Rússia do Futuro. Apesar disso, não foi possível encontrar nenhum partido com esse nome no banco de dados do Ministério da Justiça. Antes disso, o Ministério da Justiça havia registrado duas vezes organizações com os mesmos nomes dos partidos de Navalny. Em janeiro de 2021, o partido ainda não havia sido registrado.
Em abril de 2021, o Ministério da Justiça registrou um partido com o mesmo nome do partido de Navalny, o que já aconteceu anteriormente várias vezes, o que significa que o partido terá que mudar novamente o seu nome.
Em 26 de abril de 2021, a rede política de Navalny, incluindo a Fundação Anticorrupção, recebeu ordens da promotoria de Moscou para suspender suas atividades, pois a promotoria tentava designá-las como “organizações extremistas”. Em 29 de abril, a equipe de Navalny anunciou que a rede política seria dissolvida, antes de uma decisão judicial em maio, que a designou como extremista. Segundo Leonid Volkov, a sede seria transformada em organizações políticas independentes “que lidariam com investigações e eleições, campanhas públicas e comícios”. No dia seguinte, a agência de monitorização financeira, Rosfinmonitoring, adicionou a Sede Navalny à lista de organizações "terroristas e extremistas".